# Lúcio Aneu Cornuto
Lúcio Aneu Cornuto (em latim: Lucius Annaeus Cornutus) foi um escravo liberto do filósofo Sêneca. Depois de libertado por Sêneca, abriu uma escola que ensinava a doutrina estoica à juventude abastada romana. Os poetas Lucano e Pérsio frequentaram a sua escola.